# فرودگاه نیروی هوایی سلطنتی اهلهورن

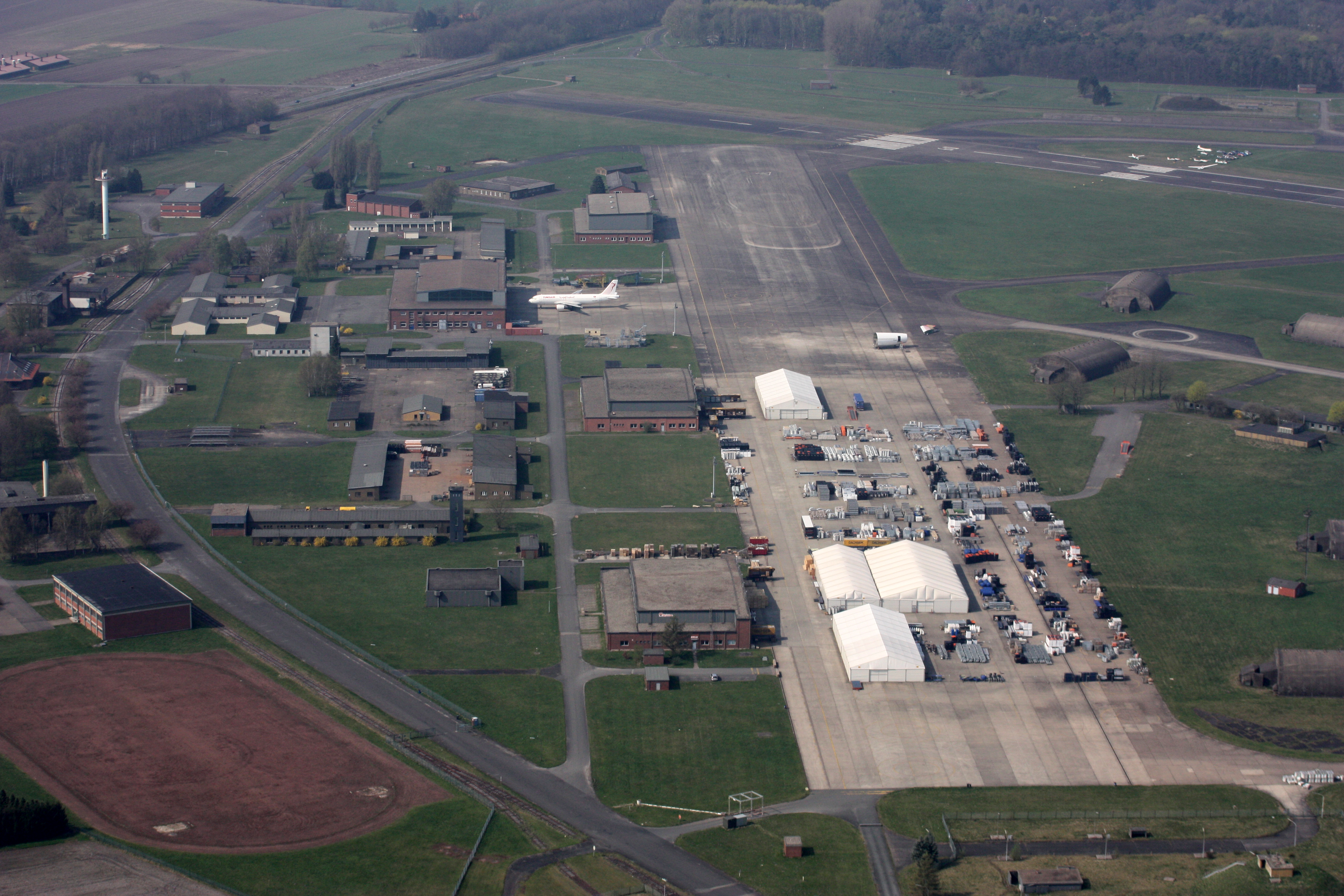
فرودگاه نیروی هوایی سلطنتی اهلهورن و اطراف آن. شرق A 29 از Dreieck Oldenbur

ز این فرودگاه در کشور انگلستان قرار دارد .